# Орочён 2-й
Орочён-2 (якут. Орочен 2-й) — село в Алданском районе Республики Саха (Якутии) России. Входит в состав городского поселения город Алдан.

## География
Село расположено на берегу реки Орто-Сала. Расстояние до административного центра 7 км.
Климат
| Показатель | Янв. | Фев. | Март | Апр. | Май | Июнь | Июль | Авг. | Сен. | Окт. | Нояб. | Дек. | Год |
| --- | ---- | ---- | ---- | ---- | --- | ---- | ---- | ---- | ---- | ---- | ----- | ---- | --- |
| Норма осадков, мм                                                                                              | 21   | 19   | 40   | 65   | 91  | 47   | 92   | 88   | 99   | 59   | 27    | 22   | 670 |
| Источник: Необходимо задать параметр title= в шаблоне {{cite web}}. yandex.ru. Дата обращения: 23 января 2025. |      |      |      |      |     |      |      |      |      |      |       |      |     |

## История
С 1932 по 1956 годы имел статус рабочего посёлка.
Постановлением Всероссийского центрального исполнительного комитета от 2 февраля 1938 г. рабочий посёлок Средне-Серебровск Алданского района Якутской АССР переименован во Второй Орочен.
Согласно Закону Республики Саха (Якутия) от 30 ноября 2004 года N 173-З N 353-III село вошло образованное муниципальное образование «Городское поселение город Алдан».

## Население
| 1939 | 2002 | 2010 | 2021 |
| ---- | ---- | ---- | ---- |
| 3401 | ↘29  | ↘18  | ↘6   |

## Транспорт
Через село проходит Амуро-Якутская автомобильная магистраль.